# FDP-Bundesparteitag 2000
Koordinaten: 49° 25′ 2,8″ N, 11° 6′ 47,6″ O

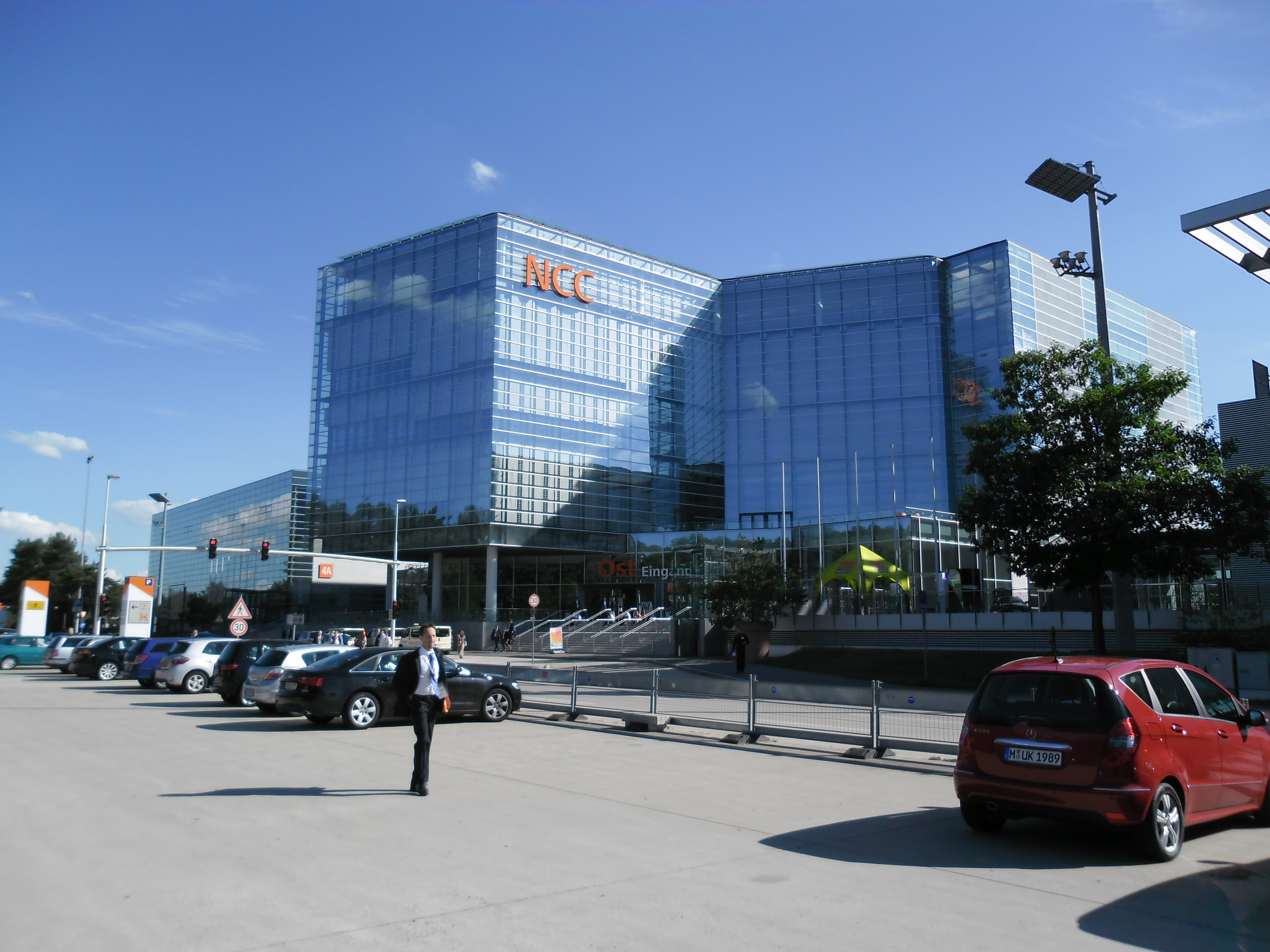
CCN CongressCenter Nürnberg mit Frankenhalle

Den Bundesparteitag der FDP 2000 hielt die FDP vom 16. bis 17. Juni 2000 in Nürnberg ab. Es handelte sich um den 51. ordentlichen Bundesparteitag der FDP in der Bundesrepublik Deutschland.

## Verlauf
Auf dem Parteitag wurde über die Frage diskutiert, ob die FDP sich größere Ziele stecken und weitere Wählergruppen ansprechen solle, wofür vor allem Jürgen Möllemann eintrat. Er stellte als Ziel das Erreichen der Marke von 18 Prozent Stimmenanteil auf dem Weg zu einer „Volkspartei“ vor. Der Parteivorsitzende Wolfgang Gerhardt trat dafür ein, dass die FDP weiterhin und in erster Linie „Bürgerpartei“ bleiben solle. Generalsekretär Guido Westerwelle rief die Partei zu mehr Eigenständigkeit auf und grenzte sich vor allem von den Grünen ab. Ein Antrag der Jungen Liberalen zur Trennung der von Gerhardt in Personalunion wahrgenommenen Ämter des Partei- und Fraktionsvorsitzenden wurde mit großer Mehrheit abgelehnt.

## Beschlüsse
Unter dem Titel „Mehr Demokratie wagen - Vom Parteienstaat zur Bürgerdemokratie“ wurde ein Beschluss zur Stärkung der Bürgerrechte gefasst: Es wurden mehr Elemente direkter Demokratie, die Direktwahl des Bundespräsidenten und die Möglichkeit zu mehr Volksentscheiden gefordert. Es wurden Papiere zur liberalen Sozialpolitik, zur Reform des Parteiengesetzes, zur Unternehmenssteuerreform, eine Forderung an den sogenannten Rentengipfel sowie die Gründung einer Bundesvereinigung „Liberale Senioren“ beschlossen.